# Oranje zilvervlekbreedvoet
De oranje zilvervlekbreedvoet (Callomyia amoena) is een vliegensoort uit de familie van de breedvoetvliegen (Platypezidae). De wetenschappelijke naam van de soort is voor het eerst geldig gepubliceerd in 1824 door Meigen.